# Xenosina
Xenosina là một chi bướm đêm thuộc họ Geometridae.